# Institut d'Estudis Espacials de Catalunya
L'Institut d'Estudis Espacials de Catalunya (IEEC) va ser creat el febrer de 1996 per fomentar la recerca i desenvolupament (R+D) espacial a Catalunya. L'institut és una fundació privada sense afany de lucre amb un Patronat format per la Generalitat de Catalunya, la Universitat de Barcelona (UB), la Universitat Autònoma de Barcelona (UAB), la Universitat Politècnica de Catalunya (UPC) i el Consell Superior d'Investigacions Científiques (CSIC).

## Unitats de recerca
L'IEEC està compost de quatre unitats de recerca, que constitueixen el nucli de l'activitat d'R+D. Cadascuna d'aquestes unitats va ser creada i es regeix per les normatives de les respectives institucions acadèmiques presents al Patronat.
Aquestes unitats són:
- Astrofísica i Ciències de l'Espai (ACE-ICC-UB)
- Centre d'Estudis i Recerca Espacials (CERES-UAB)
- Centre de Recerca Aeronàutica i de l'Espai (CRAE-UPC)
- Institut de Ciències de l'Espai (ICE-CSIC)

## Directors
L'astrofísic Jordi Isern, especialista en evolució estel·lar va dirigir l'Institut d'Estudis Espacials de Catalunya des de la seva fundació el 1996 fins al 2015. Des d'octubre del 2015 fins al 2017 el director fou Jordi Torra Roca, investigador i catedràtic d'Astronomia i Astrofísica de la Universitat de Barcelona (UB). Des del 30 de juny de 2017 Ignasi Ribas és el nou director del IEEC, després que va ser nomenat per part del seu patronat en substitució de Jordi Torra.